# Androsace graceae
Androsace graceae là một loài thực vật có hoa trong họ Anh thảo. Loài này được Forrest ex W.W.Sm. mô tả khoa học đầu tiên năm 1915.